# Cimetière britannique de De Cusine Ravine
Le cimetière britannique de De Cusine Ravine, ou De Cusine Ravine British Cemetery en anglais, est un cimetière militaire de la Première Guerre mondiale, situé sur le territoire de la commune de Basseux, dans le département du Pas-de-Calais, au sud-ouest d'Arras.

## Localisation
Ce cimetière est situé à 1,5 km au sud-est du village, au beau milieu des champs. Il est accessible, après la Rue de l'Église, en suivant un chemin agricole peu carrossable sur plus d'un kilomètre.

## Histoire

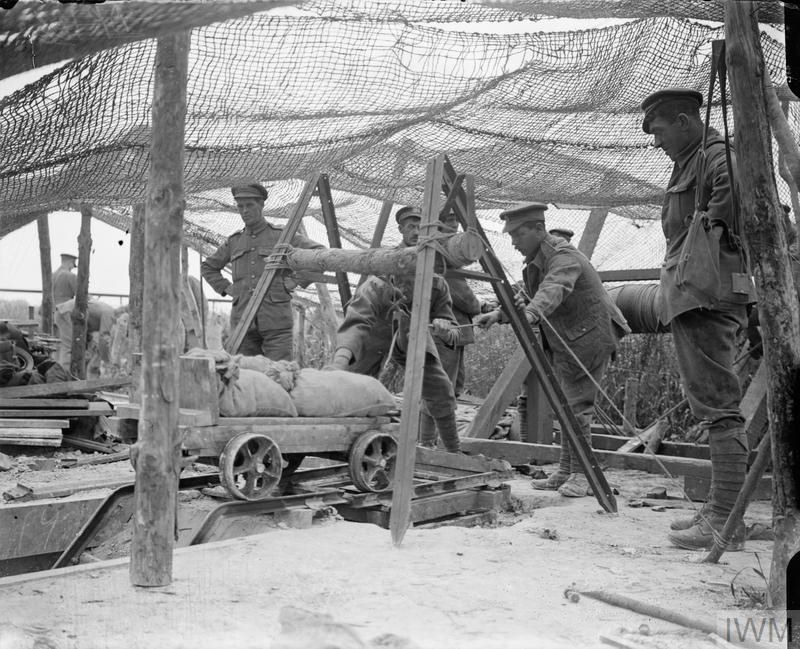
Des soldats britanniques à Basseux en juin 1918.

Ce cimetière, situé à l'arrière de la ligne de front, tire son nom d'un ravin où se trouvaient des cuisines servant à ravitailler les troupes.
Il a été commencé en février 1916 et utilisé par les unités tenant ce front jusqu'en mars 1917.
Il y a 68 victimes de la guerre 1914-18 commémorées sur ce site, 65 Britanniques et trois Allemands.
Deux frères, J. et W. Critchley, tombés le même jour, le 26 septembre 1916, sont enterrés dans la rangée C, tombes 6 et 7.

## Caractéristiques
Ce vaste cimetière, quasi rectangulaire de 25 m sur 20, est entouré d'un muret de briques.

## Galerie

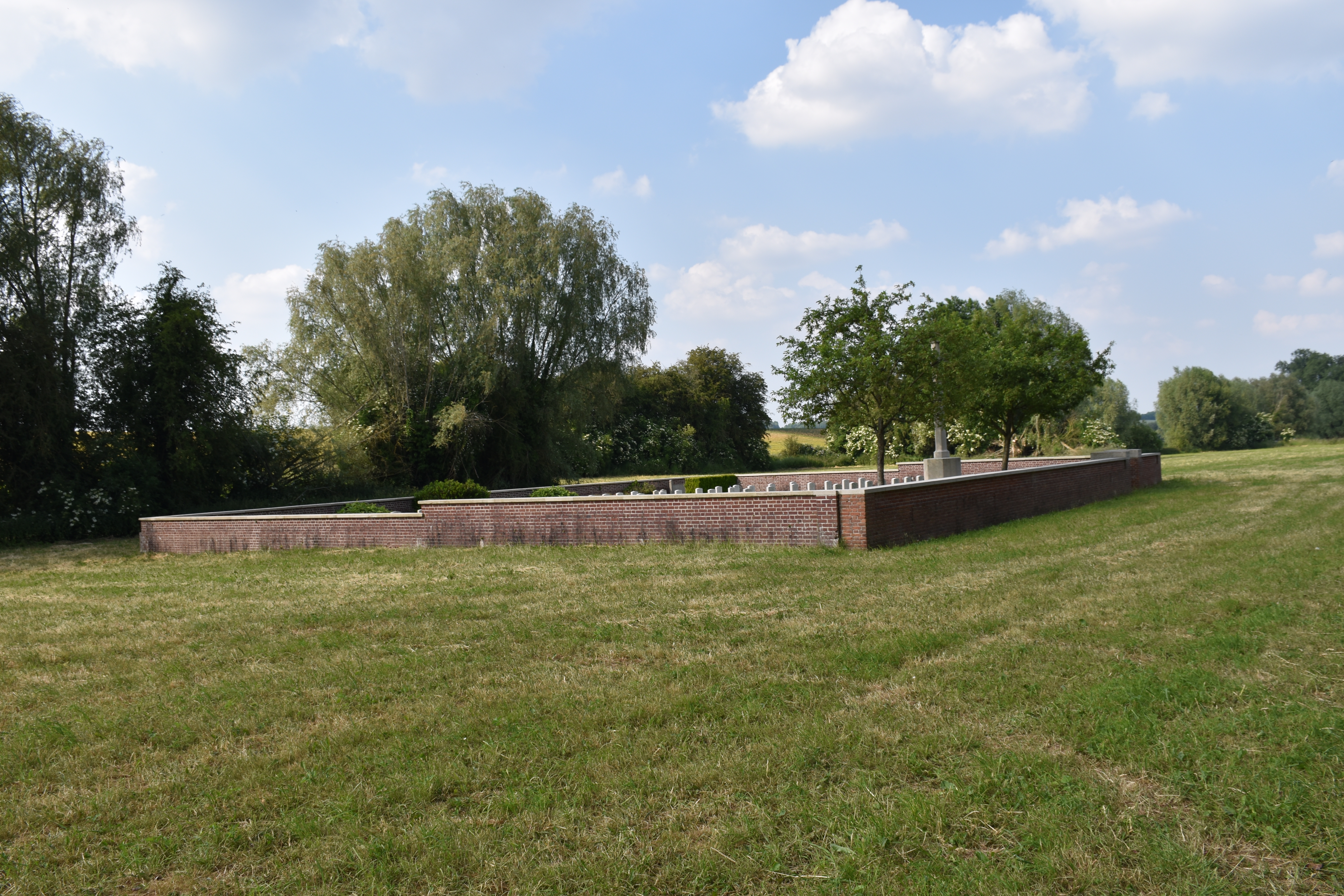
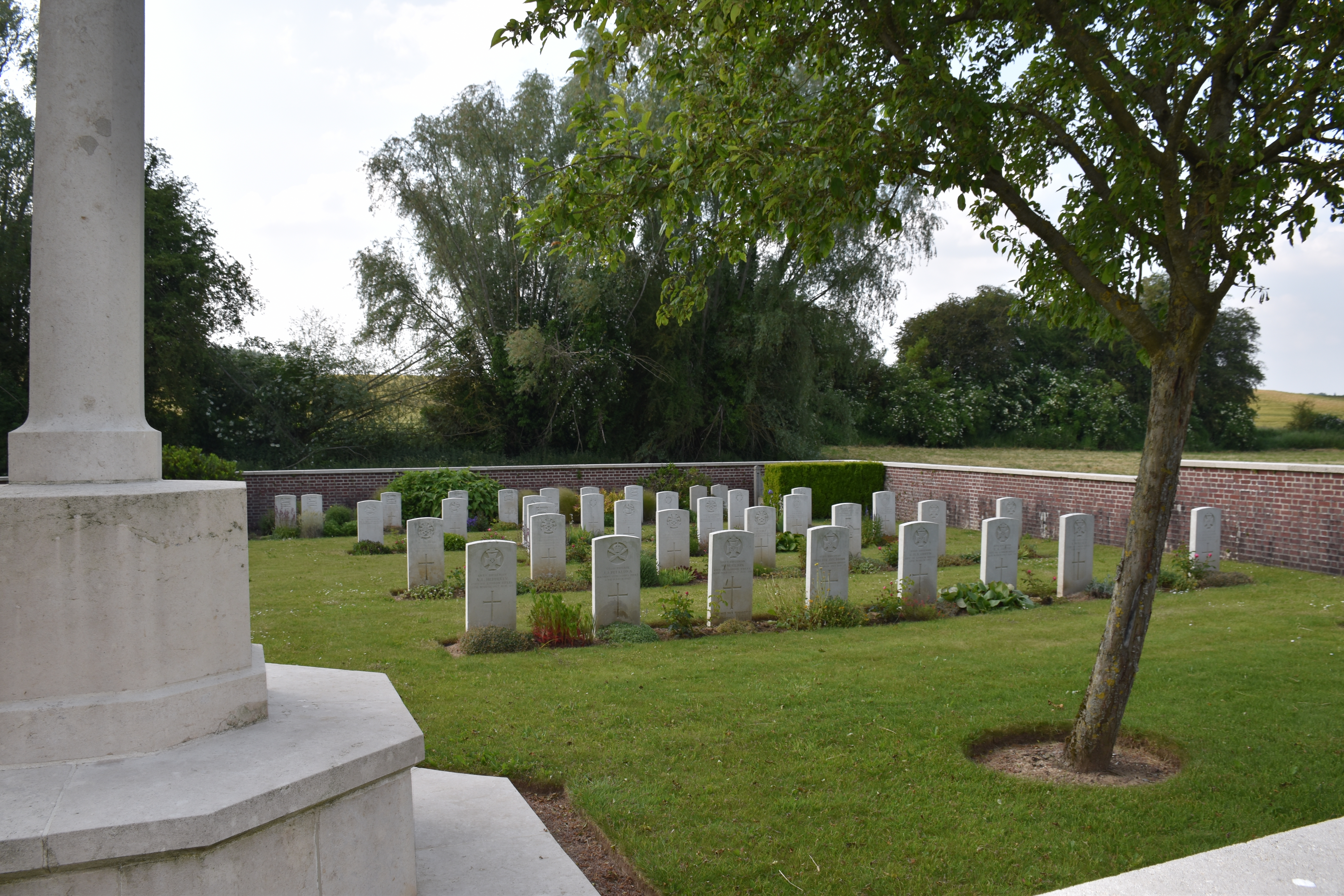
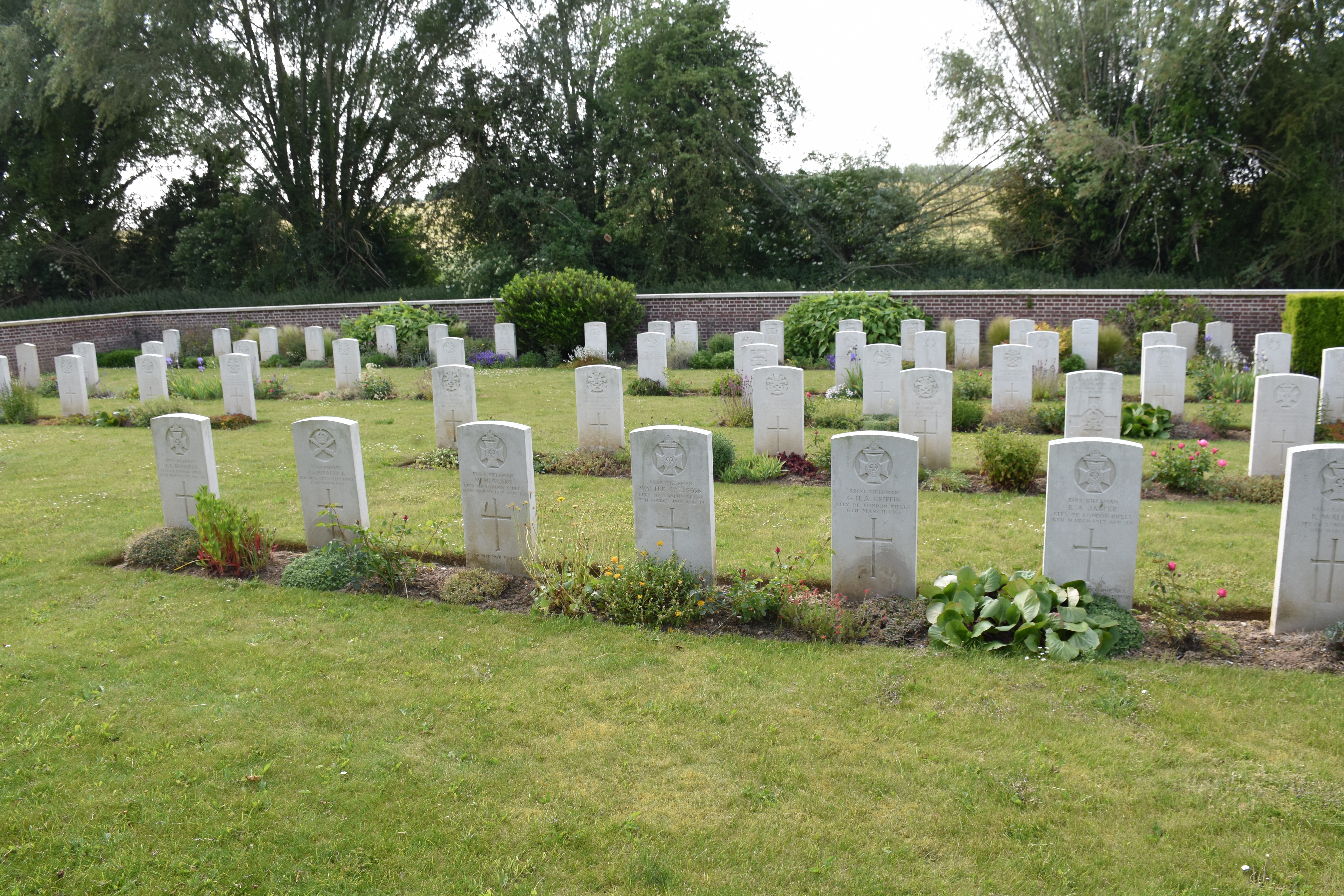
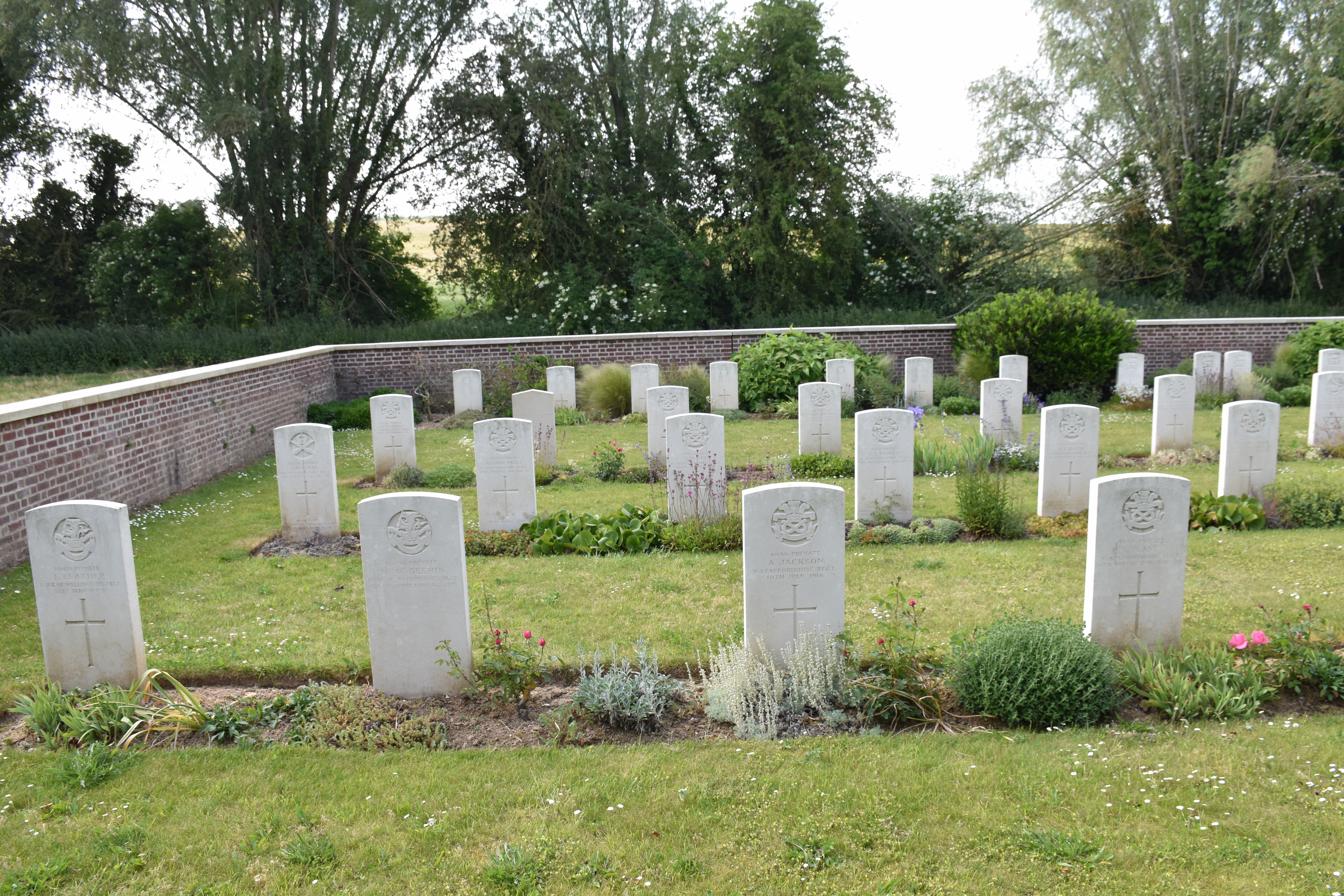
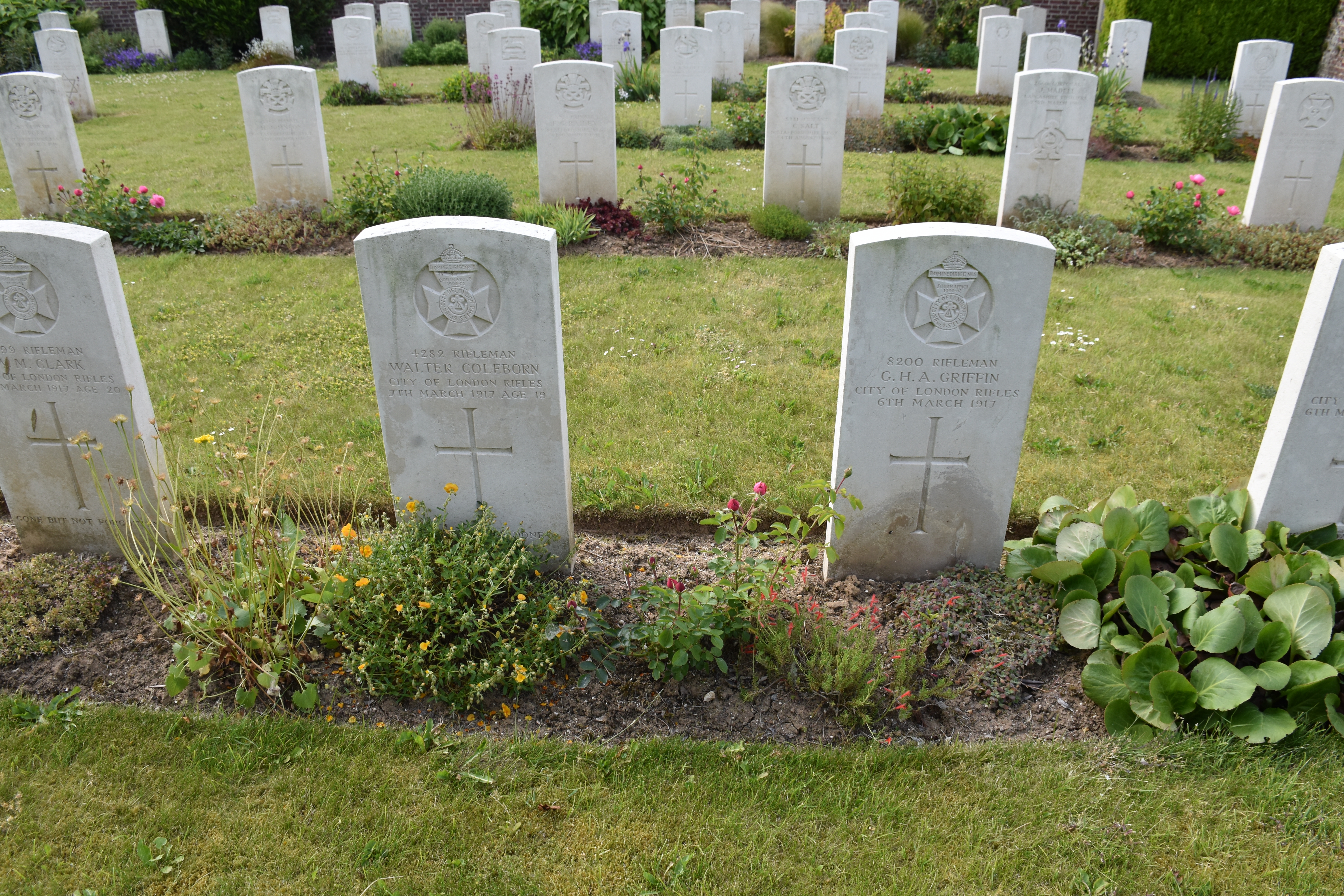

## Sépultures
| Pays        | Sépultures |
| ----------- | ---------- |
| Royaume-Uni | 65         |
| Allemagne   | 3          |
| Total       | 68         |

## Pour approfondir